# Gran Premio d'Ungheria 1996
Il Gran Premio d'Ungheria 1996 si è svolto domenica 11 agosto 1996 sullo Hungaroring di Budapest. La gara è stata vinta da Jacques Villeneuve su Williams seguito dal compagno di squadra Damon Hill e da Jean Alesi su Benetton. Grazie alla doppietta fatta segnare dai suoi piloti la Williams conquista la certezza matematica della vittoria del Campionato Costruttori, l'ottavo della sua storia; il team inglese raggiunge così la Ferrari nella graduatoria delle scuderie più vincenti di sempre.

## Qualifiche
Schumacher conquista la quarta pole position stagionale, precedendo di appena cinque centesimi Hill e di un decimo il compagno di squadra dell'inglese, Villeneuve. Quarto è Irvine, staccato però di quasi un secondo e mezzo dal compagno di squadra; seguono i due piloti della Benetton, Alesi e Berger, Häkkinen, Herbert, Coulthard e Frentzen, che chiude la top ten.

### Classifica
| Pos | No | Pilota                | Costruttore          | Tempo    | Distacco |
| --- | -- | --------------------- | -------------------- | -------- | -------- |
| 1   | 1  | Michael Schumacher    | Ferrari              | 1:17.129 |          |
| 2   | 5  | Damon Hill            | Williams - Renault   | 1:17.182 | +0.053   |
| 3   | 6  | Jacques Villeneuve    | Williams - Renault   | 1:17.259 | +0.130   |
| 4   | 2  | Eddie Irvine          | Ferrari              | 1:18.617 | +1.488   |
| 5   | 3  | Jean Alesi            | Benetton - Renault   | 1:18.754 | +1.625   |
| 6   | 4  | Gerhard Berger        | Benetton - Renault   | 1:17.794 | +1.665   |
| 7   | 7  | Mika Häkkinen         | McLaren - Mercedes   | 1:19.116 | +1.987   |
| 8   | 14 | Johnny Herbert        | Sauber - Ford        | 1:19.292 | +2.163   |
| 9   | 8  | David Coulthard       | McLaren - Mercedes   | 1:19.384 | +2.255   |
| 10  | 15 | Heinz-Harald Frentzen | Sauber - Ford        | 1:19.439 | +2.310   |
| 11  | 9  | Olivier Panis         | Ligier - Mugen-Honda | 1:19.538 | +2.409   |
| 12  | 12 | Martin Brundle        | Jordan - Peugeot     | 1:19.828 | +2.699   |
| 13  | 12 | Rubens Barrichello    | Jordan - Peugeot     | 1:19.966 | +2.837   |
| 14  | 18 | Ukyo Katayama         | Tyrrell - Yamaha     | 1:20.499 | +3.370   |
| 15  | 10 | Pedro Diniz           | Ligier - Mugen-Honda | 1:20.665 | +3.536   |
| 16  | 19 | Mika Salo             | Tyrrell - Yamaha     | 1:20.678 | +3.549   |
| 17  | 17 | Jos Verstappen        | Footwork - Hart      | 1:20.781 | +3.652   |
| 18  | 16 | Ricardo Rosset        | Footwork - Hart      | 1:21.590 | +4.461   |
| 19  | 20 | Pedro Lamy            | Minardi - Ford       | 1:21.713 | +4.584   |
| 20  | 21 | Giovanni Lavaggi      | Minardi - Ford       | 1:22.468 | +5.349   |

## Gara
Al via Schumacher mantiene la prima posizione, mentre Hill, partito dal lato sporco della pista, viene sopravanzato dal compagno di squadra Villeneuve e da Alesi, scattato bene dalla quinta piazza. Il francese blocca il pilota della Williams, mentre Schumacher e Villeneuve si involano, con il canadese che tenta di mettere sotto pressione il rivale; il tedesco non commette però errori e Villeneuve può passarlo solo dopo la prima serie di pit stop. La manovra non riesce invece al suo compagno di squadra, che trova traffico nell'ultimo giro lanciato prima di rifornire e rimane dietro ad Alesi; il pilota francese commette però un errore nel corso del 27º giro e Hill ne approfitta, passandolo e cominciando a rimontare molto velocemente su Schumacher.
Mentre Villeneuve si limita ad amministrare il vantaggio, Hill continua a far segnare giri veloci in sequenza, passando Schumacher nel corso della seconda serie di soste ai box e lanciandosi poi all'inseguimento del compagno di squadra. Villeneuve è però abile a gestire la situazione, nonostante un problema nel fissaggio di una ruota posteriore nella terza ed ultima sosta ai box; il canadese ottiene quindi la terza vittoria stagionale con un vantaggio minimo su Hill. Schumacher si ritira invece a sette tornate dal termine, con l'acceleratore della sua Ferrari bloccato; Alesi, che aveva già approfittato del ritiro del compagno di squadra Berger per la rottura del motore, eredita così il terzo posto. Quarto è Häkkinen, staccato di un giro; chiudono la zona punti Panis e Barrichello.

### Classifica
| Pos      | N. | Pilota                | Costruttore/Motore   | Giri | Tempo/Ritiro           | Griglia | Punti |
| -------- | -- | --------------------- | -------------------- | ---- | ---------------------- | ------- | ----- |
| 1        | 6  | Jacques Villeneuve    | Williams - Renault   | 77   | 1:46'21.134            | 3       | 10    |
| 2        | 5  | Damon Hill            | Williams - Renault   | 77   | +0.771                 | 2       | 6     |
| 3        | 3  | Jean Alesi            | Benetton - Renault   | 77   | +1'24.212              | 5       | 4     |
| 4        | 7  | Mika Häkkinen         | McLaren - Mercedes   | 76   | +1 giro                | 7       | 3     |
| 5        | 9  | Olivier Panis         | Ligier - Mugen Honda | 76   | +1 giro                | 11      | 2     |
| 6        | 11 | Rubens Barrichello    | Jordan - Peugeot     | 75   | +2 giri                | 13      | 1     |
| 7        | 18 | Ukyo Katayama         | Tyrrell - Yamaha     | 74   | +3 giri                | 14      |       |
| 8        | 16 | Ricardo Rosset        | Footwork - Hart      | 74   | +3 giri                | 18      |       |
| 9        | 1  | Michael Schumacher    | Ferrari              | 70   | Acceleratore           | 1       |       |
| 10       | 21 | Giovanni Lavaggi      | Minardi - Ford       | 69   | Testacoda              | 20      |       |
| Ritirato | 4  | Gerhard Berger        | Benetton - Renault   | 64   | Motore                 | 6       |       |
| Ritirato | 15 | Heinz-Harald Frentzen | Sauber - Ford        | 50   | Elettrico              | 10      |       |
| Ritirato | 14 | Johnny Herbert        | Sauber - Ford        | 35   | Motore                 | 8       |       |
| Ritirato | 2  | Eddie Irvine          | Ferrari              | 31   | Cambio                 | 4       |       |
| Ritirato | 20 | Pedro Lamy            | Minardi - Ford       | 24   | Sospensione            | 19      |       |
| Ritirato | 8  | David Coulthard       | McLaren - Mercedes   | 23   | Motore                 | 9       |       |
| Ritirato | 17 | Jos Verstappen        | Footwork - Hart      | 10   | Testacoda              | 17      |       |
| Ritirato | 12 | Martin Brundle        | Jordan - Peugeot     | 5    | Testacoda              | 12      |       |
| Ritirato | 10 | Pedro Diniz           | Ligier - Mugen Honda | 1    | Collisione con M.Salo  | 15      |       |
| Ritirato | 19 | Mika Salo             | Tyrrell - Yamaha     | 0    | Collisione con P.Diniz | 16      |       |

## Classifiche

### Piloti
| Pos. | Pilota                | Punti |
| ---- | --------------------- | ----- |
| 1    | Damon Hill            | 79    |
| 2    | Jacques Villeneuve    | 62    |
| 3    | Jean Alesi            | 35    |
| 4    | Michael Schumacher    | 29    |
| 5    | Mika Häkkinen         | 19    |
| 6    | David Coulthard       | 18    |
| 7    | Gerhard Berger        | 16    |
| 8    | Olivier Panis         | 13    |
| 9    | Rubens Barrichello    | 12    |
| 10   | Eddie Irvine          | 9     |
| 11   | Heinz-Harald Frentzen | 6     |
| 12   | Mika Salo             | 5     |
| 13   | Johnny Herbert        | 4     |
| 14   | Martin Brundle        | 3     |
| 15   | Jos Verstappen        | 1     |
| 15   | Pedro Diniz           | 1     |

### Costruttori
| Pos. | Team                 | Punti |
| ---- | -------------------- | ----- |
| 1    | Williams - Renault   | 141   |
| 2    | Benetton - Renault   | 51    |
| 3    | Ferrari              | 38    |
| 4    | McLaren - Mercedes   | 37    |
| 5    | Jordan - Peugeot     | 15    |
| 6    | Ligier - Mugen-Honda | 14    |
| 7    | Sauber - Ford        | 10    |
| 8    | Tyrrell - Yamaha     | 5     |
| 9    | Footwork - Hart      | 1     |